# Procurador general del Principado de Asturias
El procurador general del Principado de Asturias (procurador xeneral del Principáu d'Asturies en asturiano) era el nombre del defensor del pueblo del Principado de Asturias, en España. Es la figura institucional que se encargaba de la defensa de los derechos y libertades de los ciudadanos del Principado reconocidos en el Título I de la Constitución española y de velar por los principios generales establecidos en el artículo 9 del Estatuto de Autonomía de Asturias.
La figura fue creada por la Junta General del Principado de Asturias a través de la Ley 5/2005, de 16 de diciembre, del procurador general. Se suprimió con efectos de 31 de diciembre de 2013 por la Ley 2/2013, de 21 de junio, de supresión del procurador general.
Entre las labores desarrolladas por el procurador general se incluyeron:
- Investigar quejas.
- Denunciar abusos.
- Formular recomendaciones.
- Realizar actuaciones de mediación.
- Proponer modificaciones de las normas.

## Antecedentes
Hay precedentes históricos antiguos en el mundo romano e islámico, con una función parecida a los que hoy en día se llama Defensor del Pueblo. Destaca, como representante de la tradición española, el Justicia de Aragón. La Constitución de 1978 introdujo esta figura del Defensor del Pueblo en su artículo 54. Se trata de un alto comisionado de las Cortes Generales, encargado por estas para defender los derechos comprendidos en el Título Primero. Recoge el modelo nórdico de Ombudsmen. Originalmente nacido en Suecia, se trataba de una institución mediadora, que tenía como objeto controlar la Administración y la justicia.
Las Comunidades Autónomas fueron regulando en su territorio figuras parecidas, recuperando además los antecedentes históricos de instituciones con funciones análogas: el Defensor del Pueblo andaluz en 1983; el Sindic de Greuges catalán en 1984, el Valedor do Pobo gallego en 1984, hasta el Defensor del Pueblo de Castilla-La Mancha en 2001.
En Asturias, el Procurador General existe ya desde el siglo XVI, regulado por primera vez en la ordenanzas de la Junta General de 1594. Se trataba de una persona "considerada de primer aprecio y confianza pública". Aunque sus competencias no coinciden exactamente, se optó por recuperar este nombre de la misma forma que otras comunidades autónomas adaptaban denominaciones históricas. La propuesta de nombre generó polémica, ya que se argumentaba que la sociedad actual estaba acostumbrada al término de Defensor del Pueblo. La palabra Procurador, a la par que recoger la tradición asturiana, implica una idea de mediación que se ajusta adecuadamente a la figura.

## La Ley 5/2005, de 16 de diciembre, del Procurador General
La Ley 5/2005 vino a completar la planta de órganos auxiliares del Principado de Asturias, conformada por la Sindicatura de Cuentas (Ley 3/2003) y por el Consejo Consultivo (Ley 1/2004). De todos modos, el Procurador General no se contemplaba, como así los otros dos órganos auxiliares, en la reforma del Estatuto de Autonomía de Asturias de 1999. Es decir, que la nueva institución no tenía soporte en la norma básica de la comunidad autónoma, como así sucedía con la Sindicatura de Cuentas y el Consejo Consultivo. 
La iniciativa legislativa parte del gobierno asturiano, que presenta su proyecto de ley el 9 de mayo de 2005. Debido a la naturaleza del órgano -auxiliar del Parlamento-, quizá hubiera sido más apropiado presentarla mediante una proposición de ley. Sin embargo, como relata el letrado de la Junta General, Ignacio Arias, el ochenta por ciento del contenido final de la ley se origina en el trabajo de la Ponencia, a partir del informe de técnica legislativa.
Varios aspectos del texto presentado fueron objeto de debate, de los cuales vamos a destacar tres de gran importancia. En primer lugar, en cuanto a las condiciones de elegibilidad para convertirse en Procurador General. Únicamente se pedían dos condiciones al candidato: ser asturiano y encontrarse en el pleno disfrute de sus derechos civiles y políticos. A juicio del letrado de la Cámara, se le debía exigir una cualificación asimilable a la de los otros dos órganos auxiliares que ya hemos mencionado. Es decir, una titulación universitaria y, tal vez, una mínima experiencia en algún trabajo relacionado con las funciones de Procurador General. La eficacia del órgano tenía más que ver con la autoridad de la persona (en el sentido de Auctoritas romana, como consideración social) y no tanto de una posición de poder. De hecho, el Procurador General no tenía facultades ejecutivas ni jurisdiccionales, no podía anular ni modificar ningún acto de la Administración. Por tanto, esta eficacia dependía en gran medida del prestigio de la persona a cargo.
En segundo lugar, el ámbito competencial. Originalmente, el texto presentado hacía referencia a tres niveles:
- La Administración del Principado de Asturias, incluidos sus organismos públicos, empresas públicas y demás entes públicos vinculados o dependientes de ella.
- La Administración Local, incluidos sus organismos autónomos, sociedades públicas y demás entes públicos vinculados o dependientes de ella, en las materias en las que el Estatuto de Autonomía atribuya competencia al Principado de Asturias.
- La actividad administrativa de la Junta General del Principado de Asturias

La redacción final incluye un listado más exhaustivo, que incorpora a las universidades, colegios profesionales, órganos institucionales y órganos auxiliares del Principado de Asturias.
En tercer lugar, se modificó parcialmente el artículo 19, sobre la tramitación de las quejas. Se trata, en el fondo, del asunto nuclear de la ley. De nuevo, fue el letrado Ignacio Arias quien, a través de su informe de técnica legislativa, propuso varias mejoras que fueron recogidas en el texto final, y que favorecían la tramitación ágil y flexible de las quejas.
El texto final fue aprobado y publicado en el BOPA núm. 300, de 30 de diciembre de 2005, así como en el BOE núm. 30, de 4 de febrero 2006.
María Antonia Fernández Felgueroso fue elegida como Procuradora General en el Pleno de la Junta General celebrado el 29 de junio de 2006 (BOPA n.º 152, de 3 de julio de 2006), y tomó posesión de su cargo el 3 de julio de 2006. Noel Zapico Rodríguez fue Adjunto a la Procuradora General del Principado de Asturias desde julio de 2006. Para el desarrollo de sus funciones, el Procurador General contó con una Secretaría General y unos órganos asesores: 
- Junta de Coordinación y Régimen Interior (2007-2013), en materia de funcionamiento interno de la institución;
- Comisión Especial de Dependencia (2007-2012), para el estudio y seguimiento de la implantación de la Ley de Promoción de la Autonomía Personal y Atención a las Personas en situación de dependencia en el ámbito territorial de la comunidad autónoma del Principado de Asturias
- Consejo de Participación de Menores (2010-2013), órgano de consulta y asesoramiento de la Procuradora General en relación con los derechos de la infancia y la adolescencia en el ámbito del Principado de Asturias.[5]

## Ley 2/2013, de 21 de junio, de supresión del procurador general
El 18 de octubre de 2012, el grupo parlamentario popular presenta una iniciativa legislativa: su proposición de ley para terminar con el Procurador General.Habían pasado 7 años desde la creación del organismo. La argumentación principal es que los asturianos conocían y utilizaban con mayor intensidad al Defensor del Pueblo, la figura correspondiente a nivel nacional. 
"Tomando como referencia los respectivos informes anuales, en 2009, transcurridos cinco años desde la creación del Procurador, los asturianos continuaban tramitando ante el Defensor del Pueblo 459 expedientes de queja, por solo 276 ante su propia Procuradora General, que, sin embargo, supuso una carga financiera de 4.114.308 euros, esto es, de casi 15.000 euros por queja."
Además, a ello se sumaba la situación de crisis económica: 
Esta medida se justifica en la actual coyuntura política, "que exige de todos los poderes públicos las necesarias modificaciones en orden a lograr una dimensión adecuada, razonable y ajustada de sus estructuras."
Efectivamente, esta proposición de ley se acompaña en esta legislatura de otras dos proposiciones de ley, destinadas a suspender temporalmente la actividad e incluso suprimir el Consejo Económico del Principado de Asturias, que presentó el Partido Popular y UpyD, respectivamente.
Como se puede comprobar en el informe de la Ponencia, se introdujeron varias mejoras técnicas en el texto original, que tenían como objeto regular varios aspectos derivados de la eliminación del organismo.
La ley se aprobaría con los votos en contra de Izquierda Unida, y 38 votos a favor del resto de grupos parlamentarios. La ley publicaría en el BOPA núm. 151 y en el BOE núm. 240, de 7 de octubre de 2013. La Procuradora General disponía hasta el 31 de diciembre de 2013 para terminar los trámites abiertos y derivar aquellos que correspondiera al Defensor del Pueblo.
Con esta supresión, se volvió a la situación anterior: por un lado, el Defensor del Pueblo como órgano capacitado para actuar en todo el Estado, de acuerdo con el artículo 54 de la constitución española; por otro, la comisión parlamentaria que debe velar por garantizar el adecuado ejercicio de los derechos y deberes fundamentales de cuantos residen en el territorio del Principado, conforme a lo previsto en el artículo 9 del Estatuto de autonomía.
La documentación de la Procuradora General que no fue eliminada por cuestiones de protección de datos sería finalmente transferida al Archivo de la Junta General del Principado de Asturias, donde se puede consultar a día de hoy.